# Noyes Billings
Noyes Billings, född 31 mars 1800, död 26 april 1865 var en amerikansk politiker och viceguvernör i Connecticut från 1846 till 1847.

## Tidigt liv
Noyes Billings föddes i Stonington, Connecticut den 31 mars 1800. Hans föräldrar var Coddington Billings och Eunice Williams och han kom senare att gifta sig med Isabelle Stuart. Noyles Billings och hans lillebror William W. Billings tog examina från Yale och flyttade till New London, Connecticut, för att göra affärer. Deras företag N. & W. W. Billings grundades 1823 och sysslade med valfångst och handel, det var en av de mest framgångsrika valfångstagenturerna i New London. Företaget avvecklades 1851.

## Politisk karriär
Billings var borgmästare i New London från 1835 till 1837. Han var ledamot av Connecticuts senat för 7:e distriktet 1844. Han valdes till viceguvernör i Connecticut 1846 och tjänstgjorde i en mandatperiod, från den 6 maj 1846 till den 5 maj 1847, vid sidan om guvernören Isaac Toucey.

## Senare år
Billings avled i New London den 26 april 1865